# Căiuți
Căiuți est une commune située en Moldavie roumaine, dans le județ de Bacău. Elle est composée de neuf villages : Blidari, Boiștea, Căiuți, Florești, Heltiu, Mărcești, Popeni, Pralea et Vrânceni.

## Politique
| Parti | Parti                                      | Sièges |
| ----- | ------------------------------------------ | ------ |
|       | Parti social-démocrate (PSD)               | 7      |
|       | Parti Mouvement populaire (PMP)            | 3      |
|       | Parti national libéral (PNL)               | 2      |
|       | Alliance des libéraux et démocrates (ALDE) | 2      |
|       | Parti national démocrate                   | 1      |

## Personnalités
- Lavinia Agache (1968-), championne olympique de gymnastique.